# Katherine Swynford
Katherine Swynford, hertuginde af Lancaster (født Katherine de Roet, ca. 1350 – 10. maj 1403), også stavet Katharine eller Catherine, var den tredje hustru til Johan af Gent, hertug af Lancaster og søn af kong Edvard 3. Hun havde været hertugens elskerinde i mange år inden deres ægteskab. Parrets børn, født før ægteskabet, blev senere legitimeret under hertugens nevø, Richard 2. Da hertugens søn fra sit første ægteskab styrtede Richard og blev Henrik 4., indførte han en bestemmelse om, at hverken de eller deres efterkommere nogensinde kunne gøre krav på Englands trone, men legitimiteten for alle rettigheder var en parlamentarisk lov, som Henrik 4. ikke havde autoriteten til at ændre.
Deres efterkommere var medlemmer af Beaufort-familien, som spillede en central rolle i Rosekrigene. Henry 7., som blev konge af England i 1485, havde sit krav på tronen fra sin mor, Margaret Beaufort, som var oldebarn af Gent og Swynford. Hans juridiske krav på tronen var derfor gennem en kognatisk og tidligere illegitim linje. Henriks første handling var at erklære sig selv konge "ved erobringsret" med tilbagevirkende kraft fra den 21. august 1485, dagen inden hans hær besejrede kong Richard 3. i Slaget ved Bosworth.

## Familie
Katherine anses af de fleste for at have været det yngste barn af Paon de Roet, en herold og senere ridder, der "sandsynligvis blev døbt Gilles" Hun havde flere søskende, herunder Isabel (også kaldet Elizabeth) de Roet, og en bror, Walter. Isabel blev senere den adelige kannik af Sainte-Waudru kirken i Mons, ca. 1366. Philippa Chaucer, hustru til digteren Geoffrey Chaucer, er kendt for at have været en af Swynfords søstre. Det vides, at Philippa var gjorde tjeneste under Johan af Gents anden hustru Konstance af Kastilien, inden Johans ægteskab med Katherine Swynford.

## Liv
Hun blev sandsynligvis født i Hainaut i 1349 eller 1350, men dette er de bedste gæt. Hendes fødselsdato kan have været den 25. november, da det er festdagen for hendes skytshelgen, Katherina af Alexandria.  [der er ingen samtidige oplysninger om året for Katherines fødsel, eller hvor hun blev født.]
Omkring 1366 indgik Katherine i St. Clement Danes Church Westminster i en alder seksten eller sytten, et fordelagtigt ægteskab med "Hugh" Ottes Swynford, en ridder fra herregården Kettlethorpe i Lincolnshire, søn af Thomas Swynford gennem hans ægteskab med Nicole Druel. Katherine fik følgende børn med ham: Blanche (født 1. maj 1367), Thomas (21. september 1368 – 1432) og muligvis Margaret Swynford (født omkring 1369), senere optaget som nonne i det prestigefyldte Barking Abbey indstillet efter ordre af kong Richard 2.
Swynford blev tilknyttet Johan af Gents husstand som guvernante for hans døtre Filippa af Lancaster og Elizabeth af Lancaster.  Den langsomt døende hertuginde Blanka fik Swynfords datter Blanche (hendes navnesøster) anbragt i hendes egne døtres kammer og gav samme luksus som sine døtre. Derudover var Johan af Gent gudfar for barnet.
Nogen tid efter Blanka af Lancasters død i 1368 (sandsynligvis i 1371–1372), indledte Swynford og Johan af Gent en kærlighedsaffære, der ville resultere i fire børn, født uden for ægteskab, men som senere blev legitimeret af paven i forbindelse deres forældres bryllup. Det udenomsægteskabelige forhold fortsatte indtil 1381, da det blev afsluttet af politisk nødvendighed og ødelagde Swynfords omdømme. Den 13. januar 1396, to år efter hertugens anden hustru, Infanta Konstance af Kastilien, var død, blev Swynford og Johan af Gent gift i Lincoln Cathedral. Optegnelser over deres ægteskab er opbevaret i Tower og andre steder: 'Johan af Gent, hertug af Lancaster, gift med Katharine, datter af Guyon King of Armes i tiden under K. Edvard den 3. og Geffrey Chaucer hendes søsters. Ved Johan af Gents død blev Swynford kendt som enkehertuginde af Lancaster. Hun overlevede ham i fire år og døde den 10. maj 1403, først i halvtredserne.

## Grav
Swynford og datteren Joan Beauforts grav ligger under en udskåret stenhimmel i Lincoln Cathedral. Joans er den mindste af de to grave. Begge var dekoreret med monumentale messingplader, der i fuld længde gengiver dem på toppen, og små skjolde med deres våbenskjolde på siderne og på toppen, men de blev beskadiget eller ødelagt i 1644 under den Den engelske borgerkrig. En skyndet tegning af William Dugdale viser deres udseende.

## Børn og efterkommere
Katherines børn med Hugh Swynford var:
- Margaret Swynford (født ca. 1369) blev nonne i det prestigefyldte Barking Abbey i 1377 med hjælp fra sin fremtidige stedfar Johan af Gent, hvor hun levede et religiøst liv sammen med sin kusine, Elizabeth Chaucer, datter af den berømte digter Geoffrey Chaucer og Katherines søster Philippa de Roet [3][side mangler]
- Sir Thomas Swynford (1367–1432), født i Lincoln, mens hans far Sir Hugh Swynford var afsted på felttog med Johan af Gent i Kastilien, hvor de kæmpede for Peter af Kastilien.[side mangler][6]
- Blanche Swynford, opkaldt efter hertuginden af Lancaster og Johan af Gents gudbarn. (Hvis hun, som antydet, blev født efter 1375, er dette år for sent til at hendes far kunne være Hugh Swynford, der døde i 1371/2. Men da Johan af Gent fik dispensation for sit ægteskab med Katherine idet han var Blanche Swynfords gudfar, kan denne teori afvises).[side mangler]

I 1846 foreslog Thomas Stapleton, at der var en yderligere datter ved navn Dorothy Swynford, født ca. 1366, der blev gift med Thomas Thimelby af Poolham nær Horncastle, Lincolnshire, Sherif af Lincolnshire i 1380, men der er ingen nuværende beviser for at støtte denne påstand.
Katherines børn med Johan af Gent var:
- John Beaufort, 1. jarl af Somerset (1373–1410)
- Henry, kardinal Beaufort (1375–1447)
- Thomas Beaufort, hertug af Exeter (1377–1426)
- Joan Beaufort, grevinde af Westmorland (1379–1440)

Efterkommerne af Katherine Swynford og Johan af Gent spillere vigtige roller i engelsk og skotsk historie. Deres fire børn havde fået efternavnet "Beaufort", og med kong Richard 2.'s og pavens godkendelse blev de som voksne legitimeret gennem deres forældres ægteskab i 1396. På trods af dette blev Beaufort-familien afskåret fra at kunne arve Englands trone ved en klausul ('excepta dignitate regali') i legitimationsloven udsendt af deres halvbror, Henrik 4., skønt moderne studier bestrider monarkens autoritet til at ændre en eksisterende parlamentarisk statut gennem hans egen myndighed uden yderligere godkendelse fra parlamentet. Denne bestemmelse blev senere ophævet af Edvard 6., som dermed indsatte Swynfords efterkommere (inklusive ham selv) i den legitime arvelinje. Tudor-dynastiet nedstammede direkte fra John Beaufort, oldefar til Henrik 7., der baserede sit krav på tronen gennem sin mors nedstamning fra Johan af Gent, en søn af Edvard 3. John Beaufort havde også en datter ved navn Joan, der blev gift med Jakob 1. af Skotland og dermed var en forfader til Huset Stuart. Swynfords datter, Joan Beaufort, var bedstemor til de engelske konger Edvard 4. og Richard 3., hvor sidstnævnte blev besejret af Henry Tudor (som dermed gennem erobring blev Henrik 7.) i Slaget ved Bosworth Field. Henriks krav blev styrket gennem hans ægteskab med Elizabeth af York, den ældste datter af Edvard 4.. Det var også gennem Joan Beaufort, grevinde af Westmoreland, at Henrik 8.'s sjette dronning, Catherine Parr, nedstammede fra. Johan af Gents søn, Swynfords stedsøn Henrik af Bolingbroke, blev Henrik 4. efter at have afsat Richard 2. (som blev fængslet og døde på Pontefract Castle, hvor Swynfords søn Thomas var konstabel og siges at have sultet Richard ihjel for sin stedbror). Johan af Gents datter gennem hans første ægteskab med Blanka af Lancaster, Filippa of Lancaster, var oldemor til Katarina of Aragonien, første hustru til Henrik 8. og mor til Maria 1. af England. Johan af Gents barn med sin anden hustru Konstance, Katarina, var også oldemor til Katarina af Aragonien.

## I litteraturen
Katherine Swynford er omdrejningspunkt for adskillige romaner, herunder Anya Setons Katherine, udgivet i 1954. Swynford er også genstand for faglitterære værker, såsom Alison Weirs biografi fra 2008 Katherine Swynford: The Story of Johan af Gent and his Scandalous Duchess (ISBN 0-224-06321-9 ) og Jeannette Lucrafts historiske biografi Katherine Swynford: The History of a Medieval Mistress. Lucrafts bog søger at etablere Swynford som en magtfuld skikkelse i den politiske verden i 1300-tallets England og et eksempel på en kvindes evne til at manipulere samtidige sociale sæder for sin egen vinding. Katherine Swynford Society udgiver regelmæssigt et tidsskrift med titlen "The Katherine Wheel". Det indeholder artikler om Katherins liv, andre prominente personers liv og begivenheder i tidsperioden.

## Yderligere læsning
- Armitage-Smith, Sydney (1905). John of Gaunt: King of Castile and Leon, Duke of Aquitaine and Lancaster, Earl of Derby, Lincoln, and Leicester, Seneschal of England. Charles Scribner's Sons. Hentet 8. oktober 2018.
- Kelley, David H; Sten; Don C; & Dearborn, David C, "Blandt de kongelige tjenere: Welby, Browne, Quarles og beslægtede familier", Foundations (Foundation for Medieval Genealogy), Vol. 3, nr. 4
- Lucraft, Jeannette (2006). Katherine Swynford: The History of a Medieval Mistress. Sutton Publishing Ltd. ISBN 0-7509-3261-9.0-7509-3261-9
- Perry, Judy, "Katherine Roet's Swynfords: a re-examination of interfamily relations and desccent", Foundations (Foundation for Medieval Genealogy), Vol. 1, nr. 1 & 2 2003–2004.
- Sargeant, Carol (2009). Love, Honour and Royal Blood Book One: Katharine Swynford. Dog Ear Publishing. ISBN 978-1-60844-162-4.978-1-60844-162-4
- Walker, Simon (2004). "Katherine, duchess of Lancaster (1350?–1403)". Oxford Dictionary of National Biography. doi:10.1093/ref:odnb/26858. Arkiveret fra originalen 2019-02-16.
- Weir, Alison, Mistress of the Monarchy: The Life of Katherine Swynford, Duchess of Lancaster (amerikansk titel).